# محوطه بان کارز
محوطه بان کارز مربوط به دوره نوسنگی - دوره اشکانیان - سده‌های میانه دوران‌های تاریخی پس از اسلام است و در شهرستان اسلام‌آباد غرب، بخش مرکزی، دهستان حومه شمالی، ۱/۳ کیلومتری شمال روستای چفته واقع شده و این اثر در تاریخ ۲۶ اسفند ۱۳۸۷ با شمارهٔ ثبت ۲۵۵۶۵ به‌عنوان یکی از آثار ملی ایران به ثبت رسیده است.